# Flammenlaubenvogel

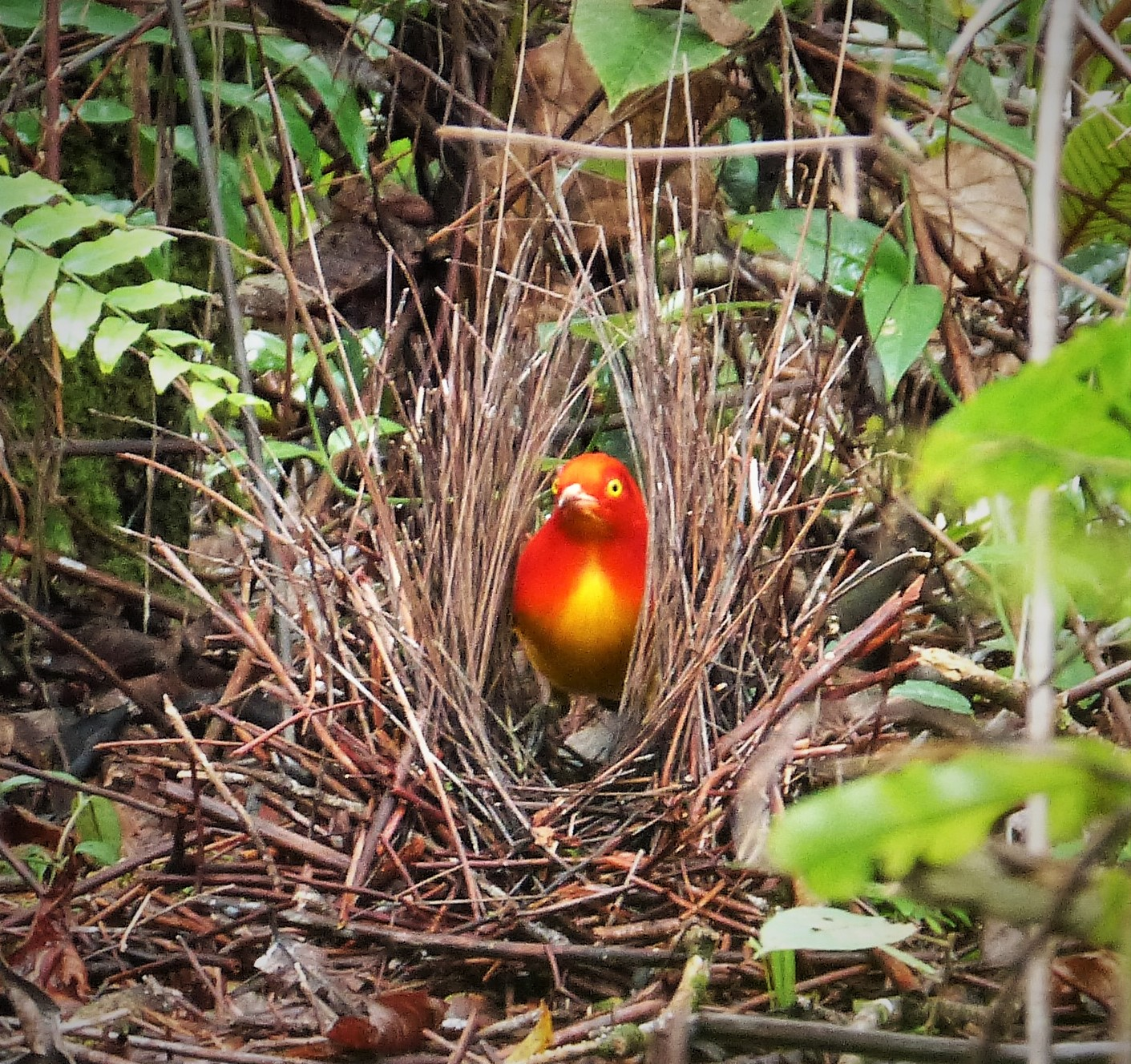
Ein Flammenlaubenvogel in seiner Laube

Der Flammenlaubenvogel (Sericulus ardens) ist eine Vogelart aus der Familie der Laubenvögel (Ptilonorhynchidae). Er wurde lange Zeit als Unterart des Goldlaubenvogels (S. aureus) betrachtet, gilt jedoch mittlerweile als eigenständige Art innerhalb der Gattung der Goldvögel. 
Flammenlaubenvögel bewohnen tropische Regenwälder auf der Insel Neuguinea, wo sie als recht häufig und nicht gefährdet gelten. Während der Brutzeit errichten die prächtig gefärbten Männchen aufwändige, Lauben genannte Konstruktionen, um die Weibchen für sich einzunehmen.

## Merkmale
Flammenlaubenvögel erreichen ausgewachsen eine Größe von etwa 25 bis 26 cm, das Gewicht der wenigen bislang gewogenen Exemplare (zwei Männchen und fünf Weibchen) lag zwischen 120 und 168 g. Es handelt sich damit um eher kleine Vertreter ihrer Familie, deren Körperbau durch vergleichsweise kurze, abgerundete Flügel, kurzes Schwanzgefieder und einen schmalen, aber kräftigen Schnabel geprägt ist. Bei der Art liegt ein ausgeprägter Sexualdimorphismus vor, wobei die Männchen kürzere Schwanzfedern aufweisen und deutlich auffälliger gefärbt sind als ihre weiblichen Artgenossen. Ihr Gefieder zeigt an Kopf, Haube, Nacken und Mantel eine leuchtend scharlachrote Färbung, die bei entsprechendem Lichteinfall irisierend wirkt. Die Federn im Nacken und am oberen Rückenbereich sind verlängert und oft eher orange als rot. Sie sind aufstellbar und erfüllen eine Funktion beim Balzverhalten der Art. Über Rücken und Seiten wechselt die Färbung von rot über verschieden ausgeprägte Orangetöne schließlich zu einer tiefgelben Färbung an den Oberschwanzdecken und den Arm- und Handdecken des Flügels. Der Daumenfittich und die unmittelbar umgebenden Federn sind hingegen schwarz, was bei ausgebreiteten Flügeln einen scharf abgegrenzten Fleck ergibt. Die Steuerfedern zeigen ein glänzendes Schwarz, wobei sie gelegentlich gelbe Säume oder Spitzen in unterschiedlicher Ausprägung aufweisen können. Brust und Bauch sind in tiefem Gelb gefärbt, das allerdings matter ist als an der Oberseite. Zu den Unterschwanzdecken wirkt diese Färbung zunehmend verwaschener und blasser. Die unbefiederten Beine und Füße sind schwärzlich gefärbt. Der Schnabel zeigt ein blasses Grau, das zur Spitze hin zunehmend dunkler wird. Die Iris des Auges ist leuchtend gelb. Das Gefieder der allgemein deutlich schlichter aussehenden Weibchen besitzt an der Oberseite eine einheitlich olivbraune Grundfärbung, die an Kopf und Nacken leicht rötlich wirken kann. Vor allem an den Handdecken der Flügel finden sich außerdem schwach ausgeprägte, gelbliche Säume. Vom Kinn bis in den oberen Brustbereich findet sich eine verwaschen olivbraune Färbung, die an der übrigen Brust und dem Bauch von einem Orange-Gelb abgelöst wird, das der Färbung der Männchen in diesem Körperbereich ähnelt. An der Brust sind die Federn fein dunkel gesäumt, was dort zu einem angedeuteten Schuppenmuster führt. Die unbefiederten Körperteile entsprechen denen der männlichen Vögel, lediglich die Iris ist dunkelbraun statt gelb gefärbt.

## Habitat und Lebensweise
Der Flammenlaubenvogel bewohnt in der Regel tropische Regenwälder in Tiefland und Vorgebirge, kommt jedoch auch mit hochwüchsigem Sekundärwald zurecht. Darüber hinaus sind Sichtungen auch aus der savannenartigen Trans-Fly-Ökoregion im Süden Neuguineas bekannt, wo die Art typischerweise mit Myrtenheiden (Melaleuca) assoziiert zu sein scheint. Die Vögel sind eher schüchtern und werden häufig allein angetroffen. Lediglich bei der Nahrungssuche, die meist in der Kronenschicht des Waldes oder etwas darunter stattfindet, können auch kleine Gruppen aus zwei oder drei Flammenlaubenvögeln gesichtet werden. Darüber hinaus schließen sie sich beim Fressen gelegentlich gemischten Schwärmen mit anderen Arten, vor allem Fruchttauben der Gattung Ptilinopus, an. Die genaue Zusammensetzung der Ernährung ist unbekannt, lediglich der Verzehr verschiedener Früchte und vermutlich auch kleiner Insekten ist dokumentiert. Wie viele tropische Arten ist auch der Flammenlaubenvogel wahrscheinlich ein Standvogel, der sich nicht an den saisonalen Vogelzügen beteiligt.

### Stimme
Gesang und Lautäußerungen der Art sind bislang schlecht dokumentiert, lediglich die Rufe der Männchen während der Paarungszeit sind recht gut bekannt. In der Nähe der Laube können männliche Vögel recht laut und ruffreudig sein. Regelmäßig gehörte Rufe umfassen ein harsches, raspelndes ksssh sowie ein zweisilbiges, klagendes kweyh. Darüber hinaus sind raue, hochfrequente Töne bekannt, die in etwa wie kwee klingen sollen und oft wiederholt hintereinander oder in Verbindung mit einem leiseren Rasseln ausgestoßen werden.

### Fortpflanzung
Während der Zeitraum der eigentlichen Brutzeit noch unbekannt sind, wurde die Dauer der Balzzeit in zwei Regionen dokumentiert. So wurden balzende Vögel im Osten des Verbreitungsgebiets rund um das Dorf Nomad zwischen Mai und Juli beobachtet, während weiter südlich in der Nähe des Flusses Strickland die Balz von August bis November beobachtet wurde. Generell sind mit Ausnahme des aufwändigen Balzverhaltens der Männchen die meisten Aspekte des Fortpflanzungsverhaltens wildlebender Flammenlaubenvögel noch kaum erforscht. Bei Nachzuchten in Gefangenschaft wurden Gelegegrößen von nur einem einzelnen Ei, mit einer Inkubationszeit von 21 bis 22 Tagen festgestellt. Nach weiteren 21 bis 23 Tagen verlassen die Jungvögel das Nest und sind nach 50 bis 56 Tagen von der Mutter unabhängig. Forscher gehen davon aus, dass in der Wildnis Nestbau und Aufzucht der Nachkommen, wie bei anderen Arten der Familie, allein dem Weibchen obliegen. Die Männchen sind hingegen polygyn und paaren sich während einer Saison mit möglichst vielen verschiedenen Weibchen. Um diese von sich einzunehmen, errichten sie an einer Lichtung eine – Laube genannte – Konstruktion aus kleinen Ästen, die miteinander zu zwei parallelen Wänden verwoben werden. Bei drei vermessenen Lauben ergaben sich durchschnittliche Maße von 23 cm Länge, 16 cm Breite und 19 cm Höhe. Die „Allee“ zwischen den beiden Wänden ist circa 17 × 8 cm groß. Die Laube wird mit bis zu zehn weißen, blauen, roten, lila oder braunen Objekten dekoriert, bei denen es sich um Früchte, Nüsse, Blumen oder Schneckenhäuser handeln kann. Darüber hinaus werden auf dem Boden in und um die Laube gelb-braune und schwärzliche Blätter verteilt.  Gelegentlich werden die Wände außerdem mit hochgewürgtem Fruchtbrei „angemalt“. Das eigentliche Balzverhalten wurde Ende der 2010er-Jahre, im Rahmen der Dreharbeiten für die fünfte Episode der BBC-Naturdokumentationsserie Life Story, außerhalb der Stadt Kiunga im Nordosten des Verbreitungsgebiets erstmals dokumentiert und festgehalten. Nachdem das Männchen die Ankunft eines Weibchens registriert hatte, sammelte es zunächst einige kleine Ästchen und begann dann mit einem Paarungstanz. Dabei versuchte es sich zunächst so klein wie möglich zu machen und anschließend durch Aufrichten des Körpers, Ausbreiten der Flügel und Aufstellen der verlängerten Federn im Nacken möglichst groß und breit zu erscheinen. Dieser Tanz schien als Signal für das Weibchen zu fungieren, die Laube des Männchens näher in Augenschein zu nehmen. Anschließend rieben die Vögel ihre Schnäbel aneinander, während sie sich in der Allee zwischen den Wänden der Laube befanden.

## Verbreitung und Gefährdung

Verbreitungsgebiet des Flammenlaubenvogels

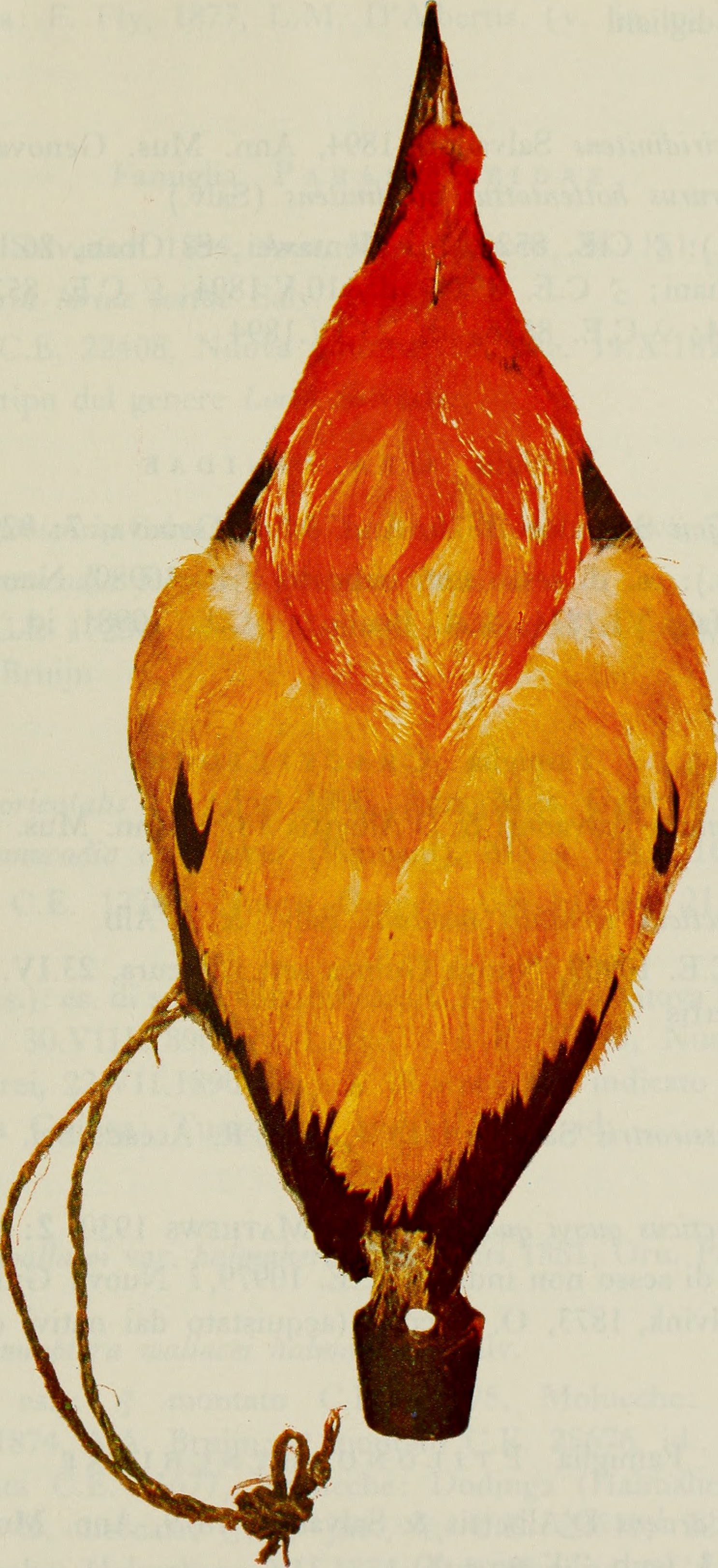
Aus der getrockneten Haut eines Flammenlaubenvogels gefertigter Schmuck (1916)

Das bekannte Verbreitungsgebiet des Flammenlaubenvogels umfasst große Teile des Südens und Südwestens Neuguineas, es erstreckt sich in Ost-West-Richtung etwa von Amamapare im indonesischen Teil der Insel bis Parama in Papua-Neuguinea. Im Norden bilden das Maoke- und das Bismarckgebirge eine natürliche Grenze. Die Art gilt in weiten Teilen des Verbreitungsgebiets als recht häufig und ist vermutlich nicht konkret bedroht, genaue Populationszahlen gibt es jedoch nicht. Die IUCN führt den Flammenlaubenvogel mit Stand 2016 als least concern („nicht gefährdet“), geht jedoch von einem allgemein abnehmenden Populationstrend aus. Als mögliche zukünftige Bedrohung für den Fortbestand der Art wurde zunehmender Habitatverlust durch Entwaldung ausgemacht. Darüber hinaus werden männliche Vögel auch heute noch wegen ihrer bunten Federn, die zur Herstellung von Schmuckstücken verwendet werden, bejagt. Einheimische in Papua-Neuguineas Provinz Fly River nutzen gelegentlich getrocknete Häute der Art als Dekoration für die Rückspiegel ihrer Fahrzeuge.

## Systematik
Die Erstbeschreibung des Flammenlaubenvogels stammt aus dem Jahr 1879 und geht auf die italienischen Naturforscher Luigi Maria d’Albertis und Tommaso Salvadori zurück. Als wissenschaftlichen Namen der neuen Art vergaben sie zunächst das Binomen Xanthomelus ardens. Das Artepitheton stammt aus dem Lateinischen und bedeutet in etwa „brennend“ oder „glühend“ und bezieht sich auf die Gefiederfärbung der männlichen Vögel. Der Holotyp, der der Beschreibung zugrunde lag, war auf 430 m Höhe am Oberlauf des Flusses Fly gesammelt worden. In der Folge verlor der Flammenlaubenvogel jedoch den Status als eigenständige Art und wurde allgemein als Unterart Sericulus aureus ardens des äußerlich sehr ähnlichen Goldlaubenvogels betrachtet. Moderne molekulargenetische Untersuchungen anhand der mitochondrialen DNA der Vögel ergaben jedoch, dass es sich bei den beiden Populationen sehr wahrscheinlich doch um getrennte Arten handelt. Obwohl in der Vergangenheit auch Hybridformen zwischen Flammen- und Goldlaubenvogel gefunden wurden, deuten die Ergebnisse der Forscher darauf hin, dass der nächste Verwandte des Flammenlaubenvogels eher der ebenfalls auf Neuguinea heimische Rotscheitel-Laubenvogel (S. bakeri) sein dürfte. Wahrscheinlich bilden alle drei jedoch eine gemeinsame Superspezies. Innerhalb der Art Sericulus ardens werden derzeit keine weiteren Unterarten unterschieden.